# ني بلانج
ني بلانج (بالفرنسية: Adamah Plange)‏ (26 يونيو 1989 بأكرا في غانا - ) هو لاعب كرة قدم باركينسي في مركز جناح ‏. شارك مع منتخب بوركينا فاسو لكرة القدم. أما مع النوادي، فقد لعب مع أسفا ينينغا وأسيك أبيدجان وسبورتينغ لشبونة ب وسبورتينغ لشبونة وفيتوريا دي غيماريش ونادي أكاديميكا كويمبرا وVitória S.C. B ‏ وأكاديمية غرب إفريقيا لكرة القدم.

## وصلات خارجية
- ني بلانج على موقع قاعدة بيانات كرة القدم.إي يو (الإنجليزية)
- ني بلانج على موقع ناشيونال فوتبول تيمز (الإنجليزية)
- ني بلانج على موقع Soccerway.com (الإنجليزية)
- ني بلانج على موقع AS.com (الإسبانية)